# مطالب أولي النهى في شرح غاية المنتهى
مطالب أولي النهى في شرح غاية المنتهى وهو الشرح الكامل الوحيد لمتن الغاية، ألفه مصطفى السيوطي الرُحيباني وقد جمع في شرحه ما قاله منصور البهوتي في شرحه "المنتهى" و"الإقناع"، متمسكاً بذلك في الغالب، ولم يقتصر على ذلك فحسب. ولكن كان له أيضًا تحقيقات وأبحاث ومقولات جيدة في "التنقيح" و"الإقناع" و"المنتهى". والتنبيه مما لم ينبه عليه مرعي صاحب الغاية من الخلاف بين «الإقناع» و«المنتهى»، واستدراك عليه أيضًا في بعض ذلك. أما اتجاهات مرعي ففي حله لكثير منها نظر ظاهر، وقد تعقبه الشطي.

## ما قيل عن هذا الكتاب
- قال ابن حميد: "حقق فيه ودقّق، وفتح به هذا الكتاب المغلق، ولم يتم شرح -أي للغاية- غير شرح هذا المترجم، فكانت كرامة له، حيث إنه قد كتبت عليه عدة من العلماء، فلم يقدر الله تمام واحد منهم غيره، فعم نفعه، وعظم وقعه، وانتفع به وبمؤلفه أهل المذهب".[3]
- قال ابن بدران: "أتمه في خمس مجلدات، لكنه في شرحه هذا يأتي إلى المسألة من "المنتهى"، فينقل عبارة شرحها للشيخ منصور، وإلى المسألة من "الإقناع"، فينقل عبارة شرحه أيضا، فكأنه جمع بين الشرحين من غير تصرف، فإذا وصل إلى اتجاه لم يحققه، بل قصارى أمره أنه يقول: لم أجده لأحد من الأصحاب".[4]

- وبعد نقل هذا قال التركي: "ونظرا لهذا النقص الموجود في الشرح المذكور، فقد انتدب الشيخ حسن ابن عمر الشطي (ت 1274 هـ) فقام بجرد ما زاد من "الغاية" و"شرحها" على ما في شرحي "الإقناع" و"المنتهى"، وبحث فيها، فأيد منها ما شهدت له النقول والروايات، ورد منها ما لم يقم عليه دليل، وسمى كتابه هذا "منحة مولي الفتح في تجريد زوائد الغاية والشرح". قال ابن بدران: وذكر في غضون ذلك مباحث رائقة وفوائد لا يستغنى عنها، فجاء كتابه هذا فني أربعين كراسا، بخطه الدقيق". وقال ابن حميد في "السحب" (ص 361): "حقق ودقق، ووسع العبارة، فجاء في مجلد حافل، وهو يدل على دقة نظره، وسداد فهمه وفقهه". وقد طبع هذا الكتاب -أعني المنحة- في هوامش "المطالب" كما كان يتمنى ابن بدران".